# Etam Cru
Etam Cru (także: Etam, Etam Crew) – polska grupa artystyczna, duet twórców murali, w którego skład wchodzą: Przemysław Blejzyk aka Sainer (ur. 1988) i Mateusz Gapski aka Bezt (ur. 1987).

## Historia
Sainer urodził się w Łodzi w 1988, lecz mieszka w Gdyni. Bezt urodził się w Turku w 1987. Oboje ukończyli studia na wydziale malarstwa na Akademii Sztuk Pięknych w Łodzi, tam również się poznali i rozpoczęli wspólną twórczość. Swoją działalność artystyczną rozpoczęli na przełomie 2007 i 2008 roku. Początkowo zamalowywali ściany w pustostanach i garażach. W 2009 jako C2C wraz z twórcami Spectrum, Tone i Pain zamalowali 10-piętrową ścianę. Po tym wydarzeniu pojawiały się pierwsze zaproszenia z zagranicy, związane z tworzeniem murali na małych ścianach i uczestnictwem w Graffiti Jamach.
Zarówno Sainer, jak i Bezt tworzą także indywidualnie.

## Realizacje
Realizacje Bezta zestawiają intensywne kolory oraz luźne pociągnięcia pędzla z delikatnymi liniami i wzorami. W jego kompozycjach zazwyczaj pojawia się centralna, kontemplująca postać, zatracająca się we własnych myślach. We wspólnej twórczości z Sainerem w ramach Etam Cru skupia się głównie na malowaniu zwierząt, Sainer zaś tworzy głównie postacie ludzkie.
Prace Etam Cru znajdują się we włoskiej galerii Varsi w Rzymie (2014), w galerii Montana w Barcelonie, Openspace w Paryżu oraz Los Angeles, galerii Urban Forms w Łodzi. Duet także uczestniczył w zagranicznych festiwalach street artu NuArt Festival w Norwegii i Art Basel Miami Beach w Miami, Anime Di Strada Festival oraz w wydarzeniach artystycznych w Austrii, Niemczech i Portugalii.
W Polsce prace zrealizowali m.in. w Łodzi – 7: mural bez nazwy przy ul. Pogonowskiego 35 (2010), Bomb (2010), Bang! (2011), Traphouse (2011), Baloon (2011), Madame Chicken (2013), Enjoy the silence (2016); Bydgoszczy – 5: 10 (2009), Birdy (2009), Selfsketching (2009), Circulation (2010), Eskimo (2011) i Turku – 3: Bon Apetit (2009), The clouds (2010), Mehoffer (2011). Tworzyli także w Gorzowie Wielkopolskim: G-Wlkp (2010), Katowicach: Praying Sinner (2010), Olsztynie: Niedobro (2009), Muzik (2010), Szczecinie: Jazz in free times (2010), Ecojam (2010), Warszawie: Och Teatr (2010), Monkey Business (2013).
Część swoich prac wykonali za granicą: w Austrii, w Wiedniu Mind Trip (2012); w Belgii, w Ostendzie The Crystal Ship (2018); w Bułgarii, w Sofii Surprise (2013); w Danii, w Aalborg Meet the parents (2014); w Niemczech, w Halle Makao (2012) i Ingolstadt Liquid (2012); w Norwegii w Stavanger (2014); Portugalii, w Ponta Delgada Polar Tramp (2015); w Rosji, w Kazaniu Removal (2012); w Słowacji, w Koszycach SAC Festival (2010); Stanach Zjednoczonych, w Richmond Moonshine (2013) i Los Angeles Mr Rooster (2015); w Szwecji, w Örebro Melancholia (2017) i we Włoszech, w Rzymie Coffe Break (2014), a w Civitanova Marche Bambino (2015).

## Wybrane prace

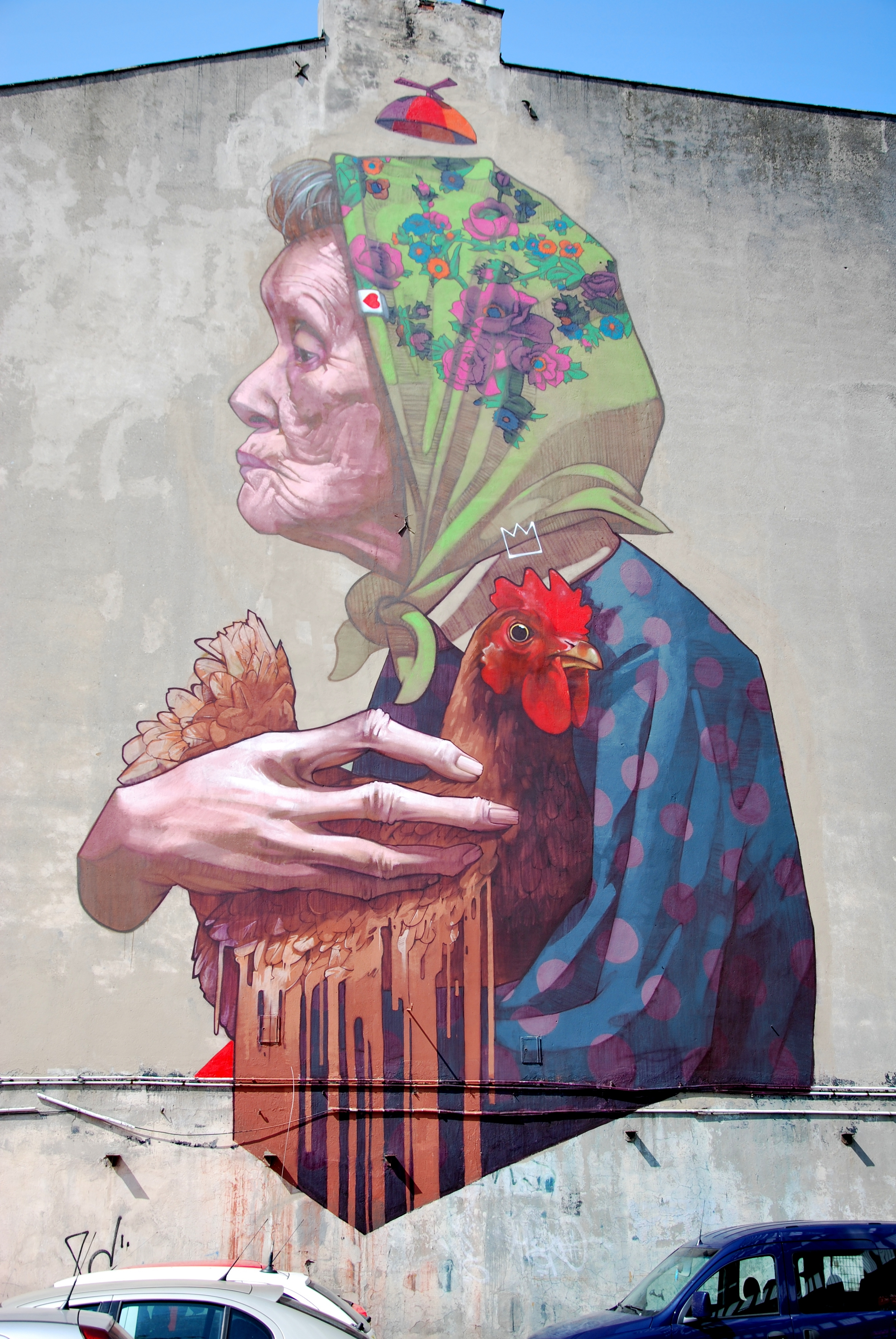
„Madame Chicken” autorstwa Etam Cru, al. Politechniki 16, Łódź
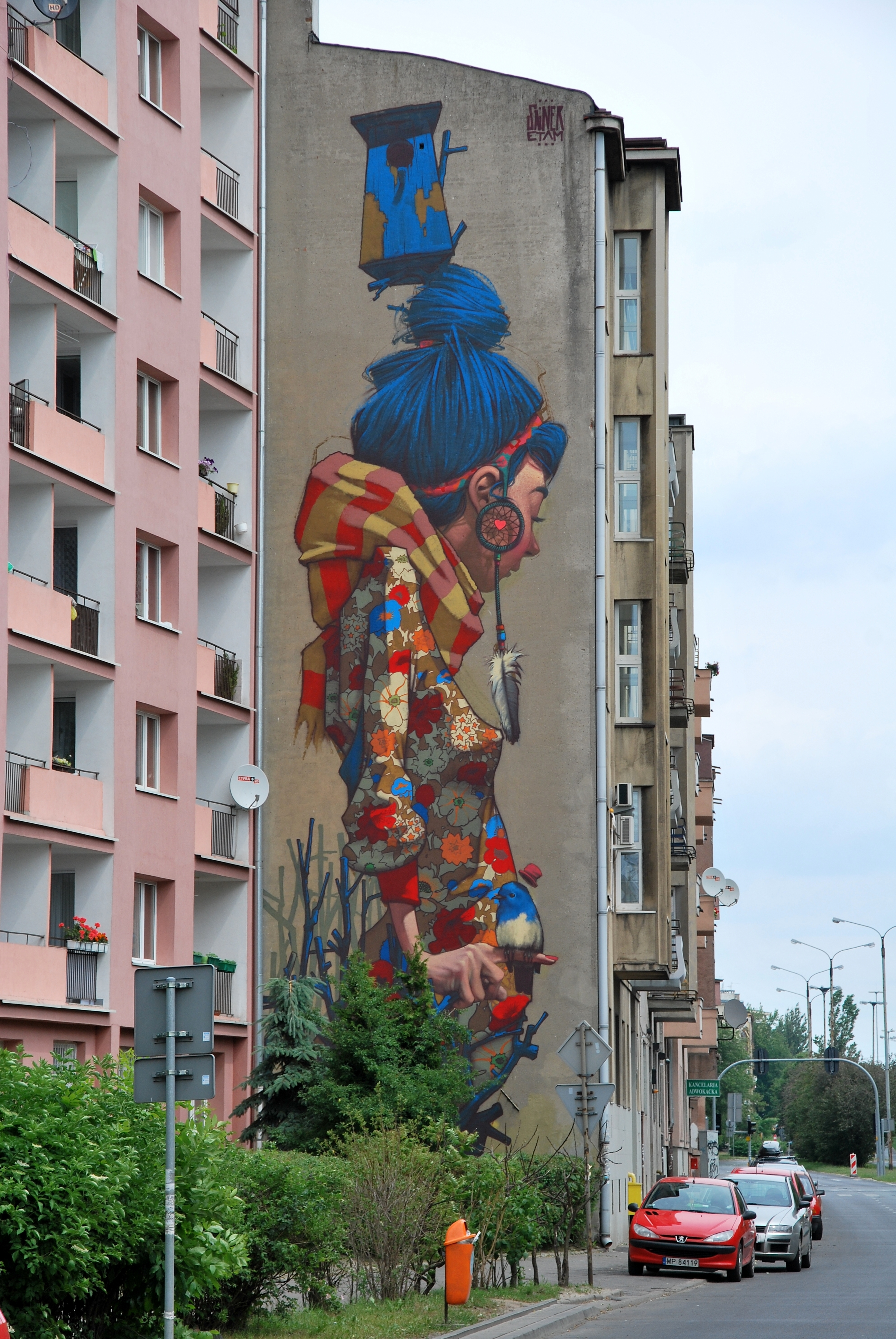
„Primavera” Mural autorstwa Sainera, ul. Uniwersytecka, Łódź
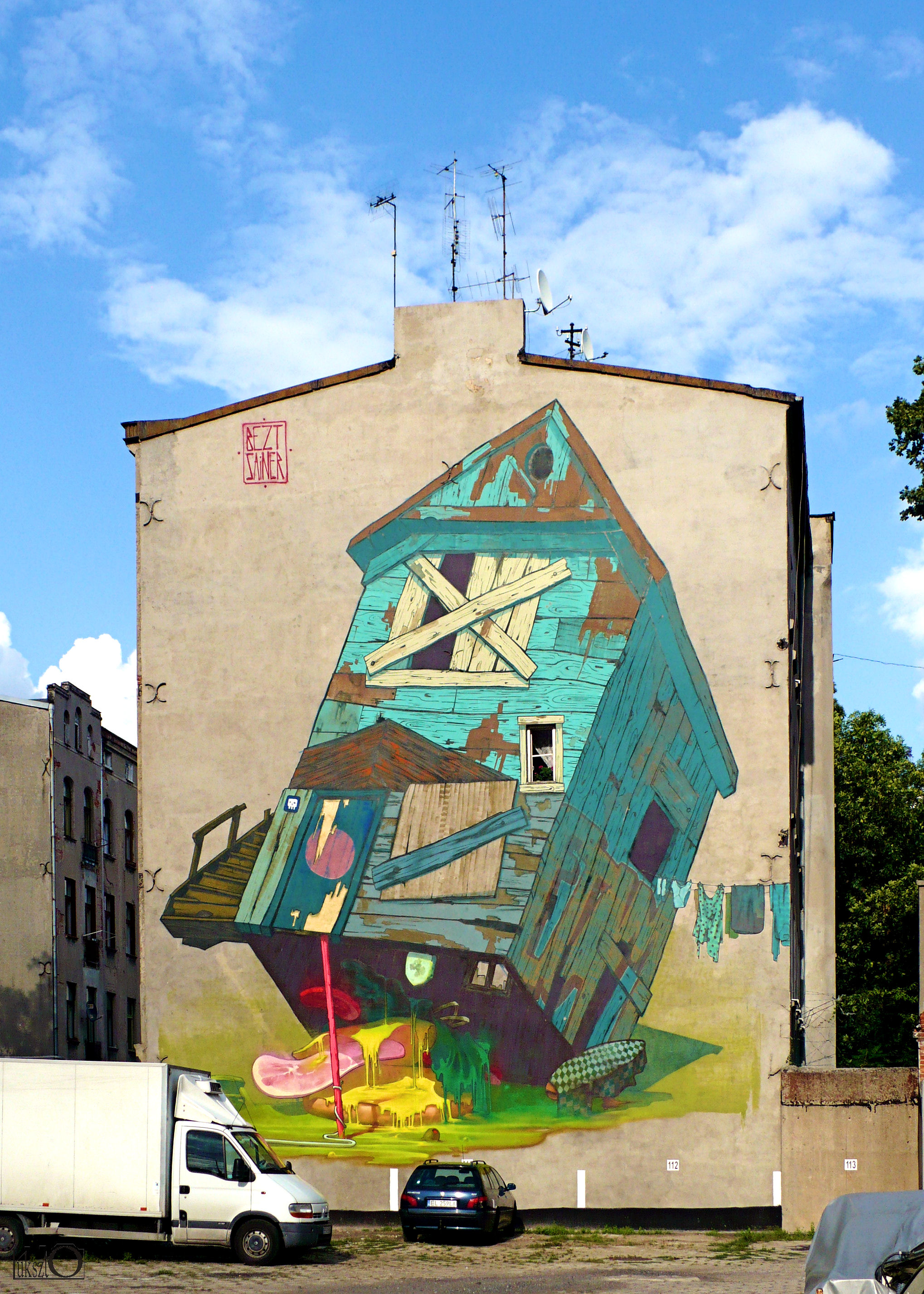
„Traphouse” autorstwa Etam Cru, ul. Nawrot 81, Łódź
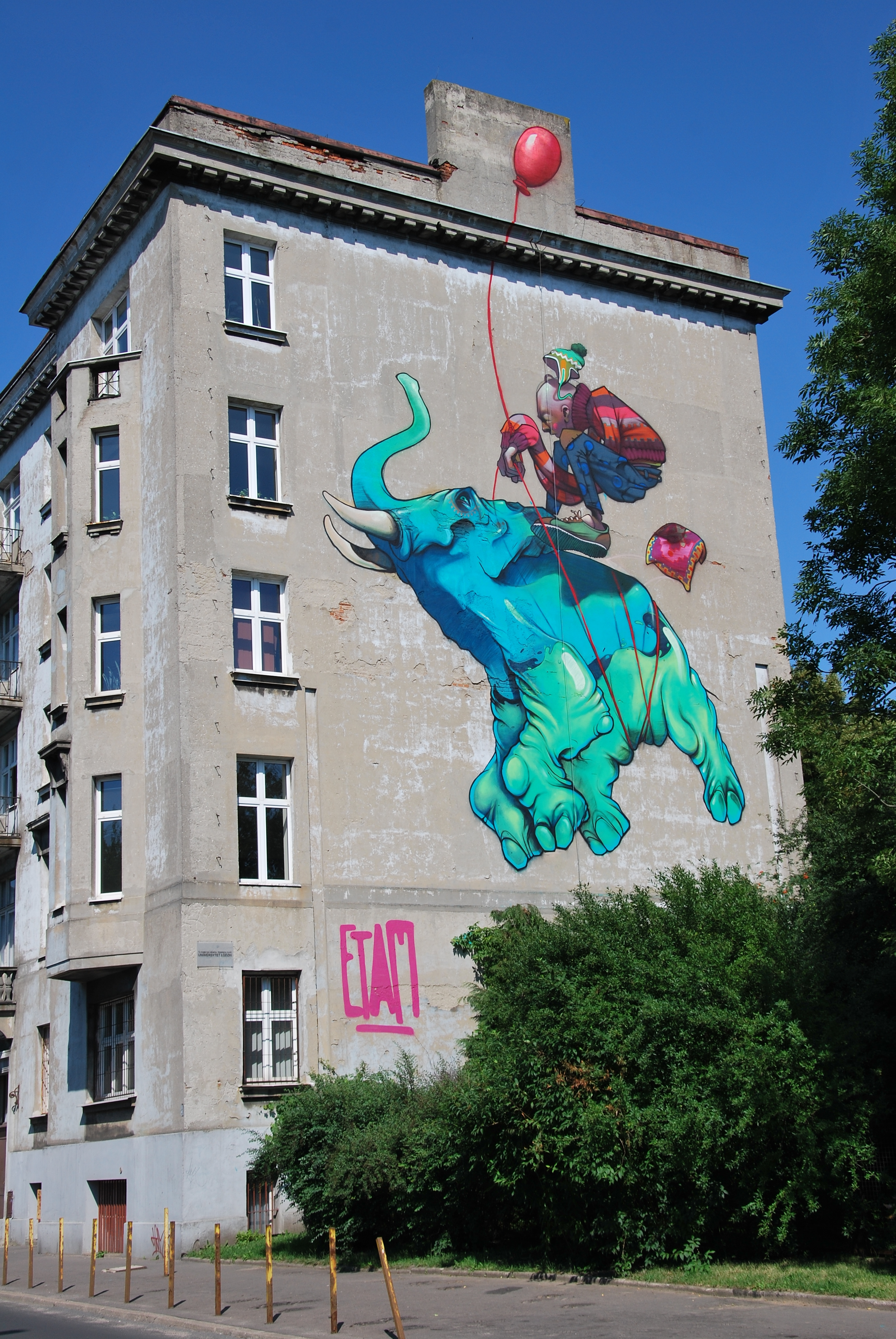
„Baloon” autorstwa Etam Cru, ul. Uniwersytecka 3, Łódź
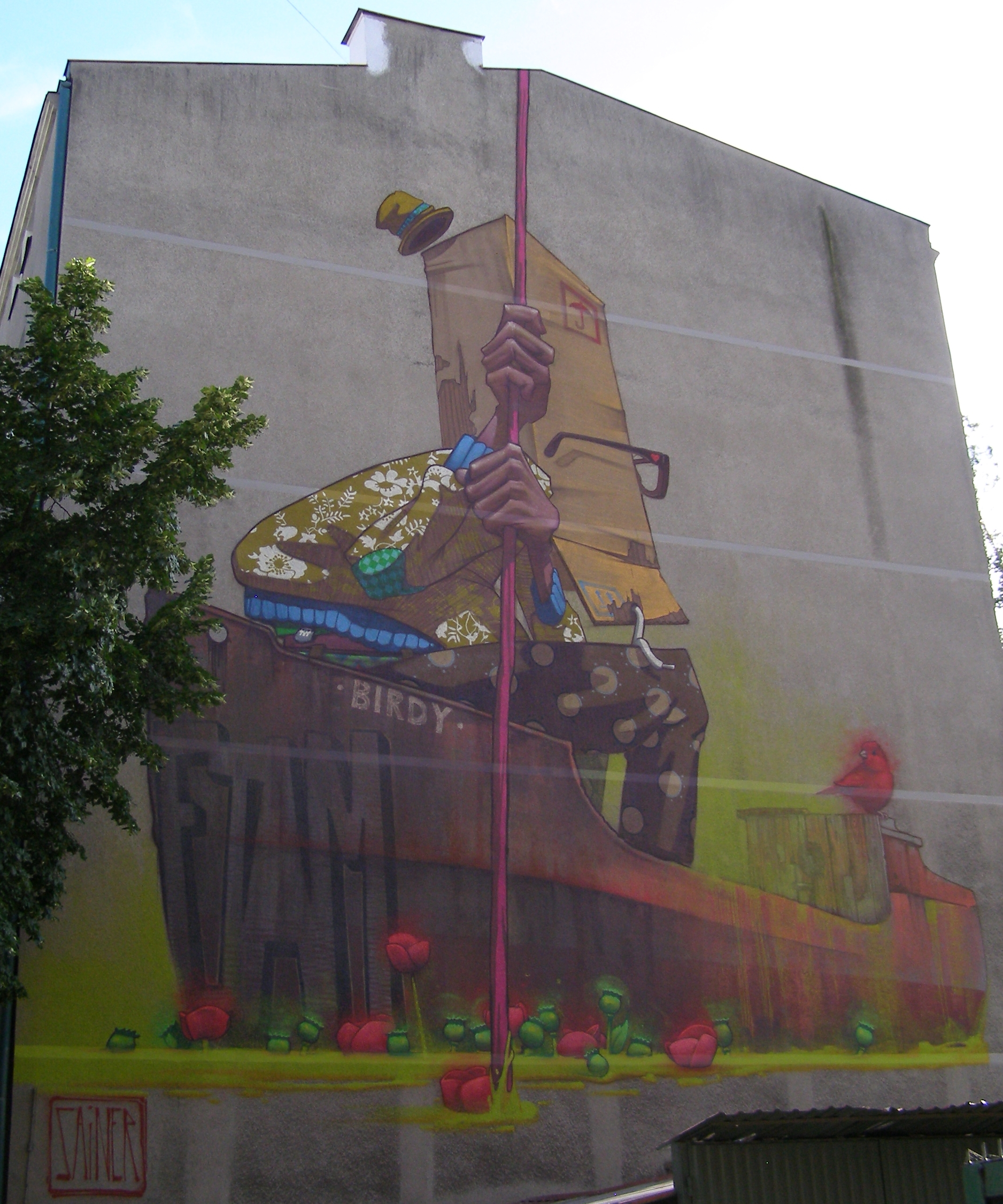
„Birdy” autorstwa Etam Cru, ul. Żeromskiego, Gdynia